# Faustin Soulouque
Faustin-Élie Soulouque (n. 15 august 1782, Haiti – d. 6 august 1867, Haiti) a fost un ofițer de carieră și general în Armata Haitiană, care a fost ales președinte al Haiti în anul 1847. În 1849 a fost proclamat împărat al Haiti sub numele de Faustin I. El a epurat curând armata de elita conducătoare, a instalat negri loiali în funcții administrative și a creat o poliție secretă și o armată personală. În 1849 a creat o nobilime de culoare în țară. Cu toate acestea, încercările nereușite de a recuceri statul vecin, Republica Dominicană, i-au subminat controlul asupra țării și o conspirație condusă de generalul Fabre Nicolas Geffrard l-a forțat să abdice în anul 1859.

## Primii ani
Născut în sclavie în Petit Goave în 1782, Soulouque a fost unul dintre cei doi fii ai Mariei-Catherine Soulouque. Aceasta din urmă se născuse la Port-au-Prince, Saint-Domingue, în 1744, ca o sclavă creolă din rasa Mandingo. A murit la Port-au-Prince în 9 august 1819. El a fost eliberat prin decretul din 1793 al lui Léger-Félicité Sonthonax, comisar civil al coloniei franceze Saint-Domingue, care a abolit sclavia ca răspuns la revoltele sclavilor din 1791. În calitate de cetățean liber și amenințat de pierderea libertății din cauza tentativelor guvernului francez de a restabili sclavia în colonia Saint-Domingue, el s-a înrolat în armata revoluționară neagră și a luptat ca soldat în timpul Revoluției Haitiene ce a avut loc între 1803 și 1804. În timpul acestui conflict, Soulouque a devenit un soldat respectat și în consecință a fost avansat locotenent în Armata din Haiti în 1806 și a fost numit aide-de-camp al generalului Lamarre.
În 1810 a fost numit în Garda Călare sub mandaul președintelui Pétion. În următoarele patru decenii, el a continuat să servească în Armata Haitiană, ajungând la gradul de colonel în timpul mandatului președintelui Guerrier, până când a fost promovat în cele din urmă în cele mai înalte funcții de comandă ale Armatei Haitiene, ajungând la gradul de general-locotenent și comandant suprem al Gărzii Prezidențiale în timpul mandatului președintelui Jean-Baptiste Riché.

## Domnia
În 1847 președintele Riché a murit. În timpul mandatului său, el a acționat ca o marionetă pentru clasa conducătoare boyeristă, care a început imediat să caute un înlocuitor. Atenția lor s-a concentrat rapid asupra lui Faustin Soulouque, pe care majoritatea îl considera a fi un individ ignorant și destul de banal. La vârsta de 65 de ani părea să fie un candidat maleabil și a fost convins să accepte rolul care i s-a oferit, depunând jurământul prezidențial pe 2 martie 1847.
La început Faustin părea să îndeplinească același rol de marionetă pe care-l avusese și predecesorul său. El i-a păstrat pe miniștrii din guvernul fostului președinte și a continuat programele predecesorului său. Într-un timp scurt, cu toate acestea, el i-a răsturnat de la putere pe susținătorii lui și a devenit conducător absolut al statului haitian. Potrivit cărții A Continent Of Islands: Searching For The Caribbean Destiny de Mark Kurlansky: „El a organizat o miliție privată, Zinglin, și a început să-i aresteze și să-i omoare pe toți cei care i s-au opus, în special pe mulatri, consolidându-și astfel puterea asupra guvernului. Acest conflict politic a inclus un masacru al mulatrilor din Port-au-Prince, la 16 aprilie 1848, și a culminat în Senat și Camera Deputaților, care l-au proclamat Împărat al Haiti, la 26 august 1849.
Soulouque i-a invitat, de asemenea, pe negrii din Louisiana să emigreze în Haiti. Haitianul educat Emile Desdunes, un nativ afro-creol originar din New Orleans, a acționat ca agent pentru Soulouque și a organizat în 1859 transporturi gratuite către Haiti pentru cel puțin 350 de evacuați evacuați. Un număr mare dintre acești refugiați a revenit mai târziu în Louisiana.
Domnia lui Soulouque a fost marcată de combaterea violentă a opoziției și de numeroase crime. Faptul că Soulouque era un adept recunoscut al practicilor africane voodoo și a contribuit la crearea unei reputații infame.

## Încoronarea

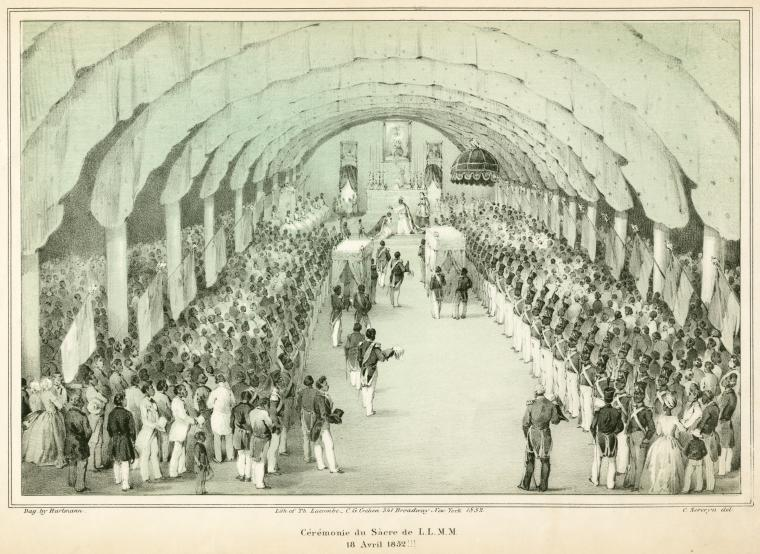
Încoronarea lui Faustin I

Soulouque a plătit 2.000 de lire pentru coroana lui și a cheltuit 30.000 de lire pentru restul accesoriilor (potrivit lui Sir Spencer St John, însărcinatul britanic cu afaceri în Haiti în anii 1860 în relatarea sa: „Hayti, or, The Black Republic”, pp. 95-96). Gustave d'Alaux descrie acest eveniment în cartea sa, Soulouque și Imperiul său: „Maiestatea Sa Imperială l-a chemat într-o dimineață pe principalul negustor din Port-au-Prince și i-a poruncit să comande imediat de la Paris un costum, asemănător cu cel pe care l-a admirat în reprezentarea ceremoniilor de încoronare a lui Napoleon. Faustin I a mai comandat pentru el o coroană, una pentru Împărăteasa, un sceptru, un glob, de mână-de-justiție, un tron și toate celelalte accesorii, toate asemănătoare cu cele folosite la încoronarea lui Napoleon.” În decembrie 1849 Faustin s-a căsătorit cu vechea sa concubină Adélina Lévêque. Pe 18 aprilie 1852, în capitala Port-au-Prince, împăratul și împărăteasa s-au încoronat într-o ceremonie imensă și somptuoasă ce a încercat să imite ceremonia de încoronare a împăratului francez Napoleon I. Președintele Senatului i-a pus împăratului pe piept o decorație mare și împărătesei în jurul gâtului un lanț scump – și a citit decretul de încoronare, la care Faustin a răspuns: „Vive la liberté, vive l'égalité!” (Gustave d'Alaux). Încoronarea este ilustrat în Album Impériale d'Haïti, gravat de Severyn, publicat la New York în 1852 (disponibil la British Library).

## Politica
Politica externă a lui Faustin s-a axat pe prevenirea amestecului extern în politica și suveranitatea haitiană. Proclamarea independenței Republicii Dominicane (care se numea pe atunci Santo Domingo) față de Haiti în cursul Războiului Dominican de Independență a fost, în opinia sa, o amenințare directă la securitatea țării. Faustin a lansat invazii succesive ale teritoriului dominican în 1849, 1850, 1855 și 1856, fiecare urmărind ocuparea jumătății estice a insulei și anexarea ei la Haiti. Cu toate acestea, toate încercările Armatei Haitiene s-au soldat cu înfrângeri.
În timpul domniei sale, Faustin s-a aflat, de asemenea, într-o confruntare directă cu Statele Unite cu privire la insula Navassa, pe care Statele Unite o ocupase pe motivul dubios că acolo au fost descoperite depozite de guano. Faustin a trimis nave de război către insulă, ca răspuns la incursiune, dar le-a retras după ce Statele Unite au garantat statului Haiti că-i vor da o parte din veniturile aduse de operațiunile miniere.

## Exilul și moartea
În 1858 a izbucnit o revoluție condusă de generalul Fabre Geffrard, ducele de Tabara. În luna decembrie a acelui an, Geffrard a învins Armata Imperială și a preluat controlul asupra celei mai mari părți a țării. În noaptea de 20 decembrie 1858, a plecat din Port-au-Prince într-o barcă mică, însoțit doar de fiul său și doi oameni de încredere, Ernest Roumain și Jean-Bart. Pe 22 decembrie a ajuns la Gonaives, unde izbucnise insurecția. A fost proclamată Republica și repusă în funcțiune Constituția din anul 1846. Pe 23 decembrie, Comitetul Departamental, care fusese organizat, l-a demis pe Faustin Soulouque și l-a numit pe Fabre Geffrard în funcția de președinte al Haiti. Cap-Haitien și întreg Departamentul Artibonite i s-au alăturat în restaurarea Republicii. Ca urmare, împăratul a abdicat de la tron pe 15 ianuarie 1859. Ca urmare a faptului că Legația Franceză a refuzat să-i ofere ajutor, Faustin a plecat în exil la bordul unei nave de război britanice, în 22 ianuarie 1859. Curând după aceea, împăratul și familia lui au ajuns în Kingston, Jamaica, unde au rămas timp de mai mulți ani. Unele înregistrări susțin că el a murit la Kingston. Dar, potrivit istoricului haitian Jacques Nicolas Léger în cartea sa Haiti, her History and her Detractors, împăratul Faustin a murit, de fapt, la Petit-Goave în august 1867, după ce s-a întors în Haiti la un moment dat.